# Kanton Montoire-sur-le-Loir
Montoire-sur-le-Loir is een kanton van het Franse departement Loir-et-Cher. Het kanton maakt deel uit van het arrondissement Vendôme.

## Gemeenten
Het kanton Montoire-sur-le-Loir omvatte tot 2014 de volgende 18  gemeenten:
- Artins
- Couture-sur-Loir
- Les Essarts
- Les Hayes
- Houssay
- Lavardin
- Montoire-sur-le-Loir (hoofdplaats)
- Montrouveau
- Les Roches-l'Évêque
- Saint-Arnoult
- Saint-Jacques-des-Guérets
- Saint-Martin-des-Bois
- Saint-Rimay
- Ternay
- Tréhet
- Troo
- Villavard
- Villedieu-le-Château

Bij de herindeling van de kantons door het decreet van 21 februari 2014,  met uitwerking op 22 maart 2015, werden daar volgende 29 gemeenten aan toegevoegd:
- Ambloy
- Authon
- Coulommiers-la-Tour
- Crucheray
- Faye
- Gombergean
- Huisseau-en-Beauce
- Lancé
- Lunay
- Marcilly-en-Beauce
- Naveil
- Nourray
- Périgny
- Pray
- Prunay-Cassereau
- Rocé
- Saint-Amand-Longpré
- Saint-Gourgon
- Sasnières
- Selommes
- Thoré-la-Rochette
- Tourailles
- Villechauve
- Villemardy
- Villeporcher
- Villerable
- Villeromain
- Villetrun
- Villiersfaux

Op 1 januari 2019 werden de gemeenten Couture-sur-Loir en Tréhet samengevoegd tot de fusiegemeente (commune nouvelle) Vallée-de-Ronsard.